# Юлія Бек
Юлія Бек (швед. Julia Beck 20 грудня 1853 року — 21 вересня 1935 року) — шведська художниця і каліграф.

## Життєпис
Юлія Бек — дочка бухгалтера Франца Бека, народилася в Стокгольмі, Швеція. Навчалася в Королівській шведській Академії витончених мистецтв (1872—1878), потім — в Академії Жуліана в Парижі (1883—1884), де її педагогами були французькі художники Леон Бонна і Жан-Леон Жером. Потім оселилася у Франції, де провела більшу частину життя. Деякий час орендувала студію в Парижі з художницями Харієт Бакер, Хільдегард Торелль (Hildegard Thorell) і Анною Мунте-Норстедт, жила також в колонії художників у Грез-сюр-Луен.
Як професійний художник Юлія Бек, з фінансових причин, спеціалізувалася на портретах і була однією з небагатьох шведських жінок-митців свого покоління фінансово незалежною. Однак, її улюбленим жанром був пейзаж. Юлія Бек здобула популярність своїми пейзажами в стилі імпресіоністів, написаними в приглушеній панелі.
У 1934 році була нагороджена французьким орденом Почесного легіону.
Юлія Бек померла в 1935 році в Вокрессоні, Франція.
В даний час її роботи знаходяться в колекціях музеїв, включаючи Шведський Національний музей. Ретроспектива робіт художниці відбулася у 2012—2013 роках у музеї Зорне у місті Мурі, Швеція і в художньому музеї Свен-Гаррі в Стокгольмі.

## Прижиттєві виставки
- Салон, Гран-Пале, Париж, 1880.
- Union des Femmes Peintres et Sculpteurs, Palais de l'industrie, Париж, 1893.
- Салон, Гран-Пале, Париж, 1905.
- Vaucresson, 1925.

## Галерея

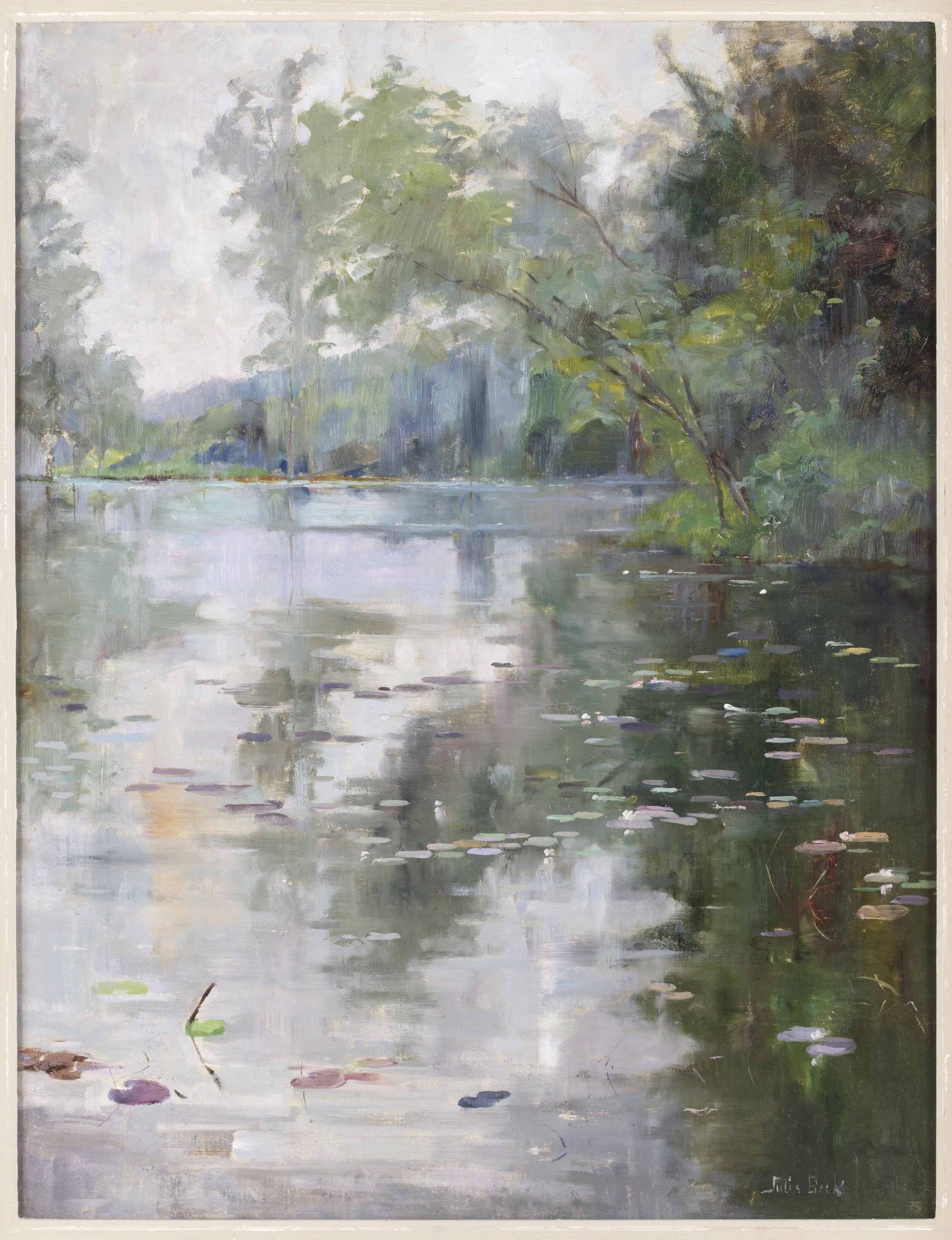
Юлія Бек, Латаття, полотно, олія, близько 1887-1888.
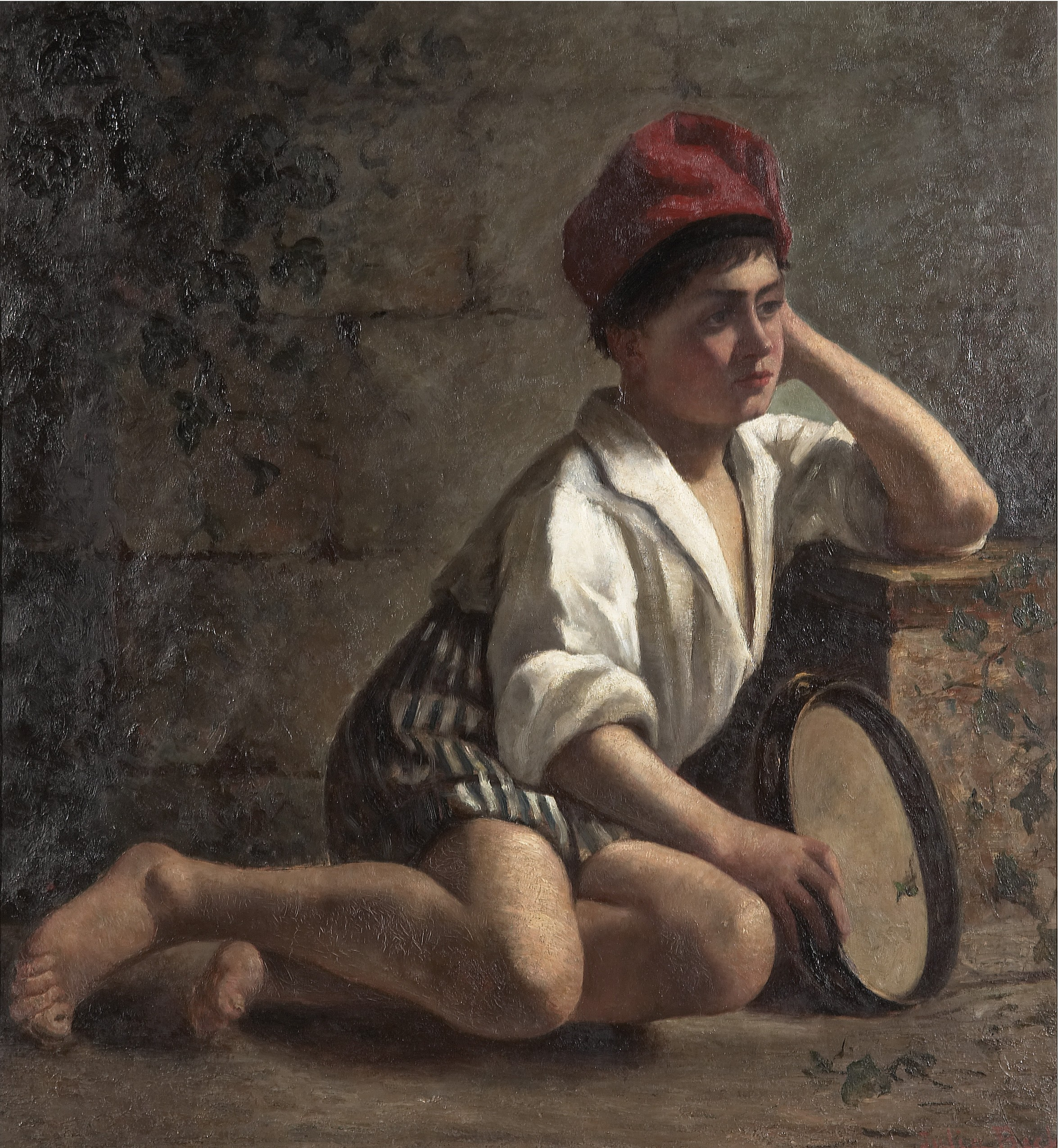
Хлопчик з тамбурином.
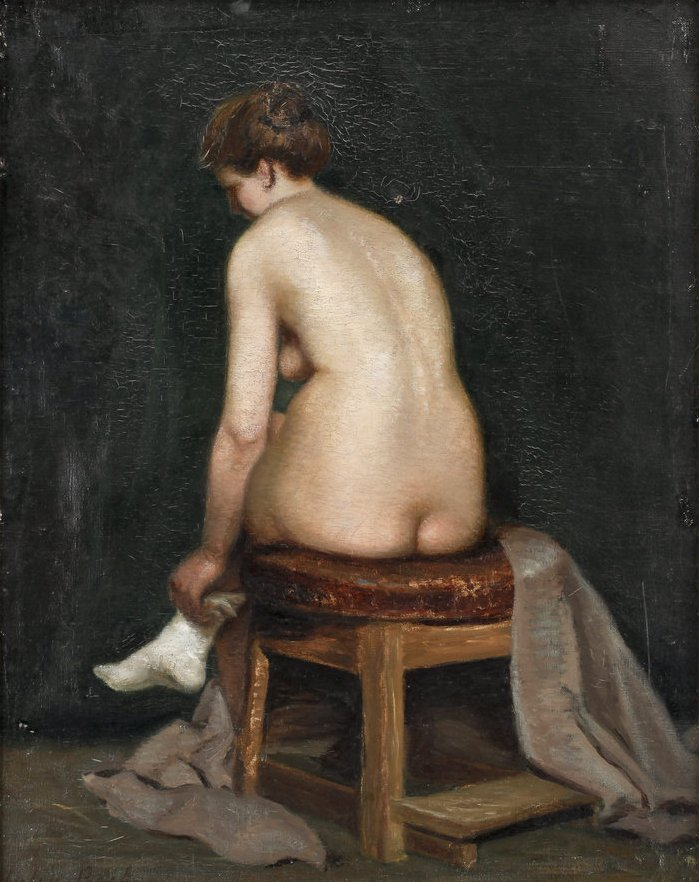
Жінка одягається, сидячи на табуреті.
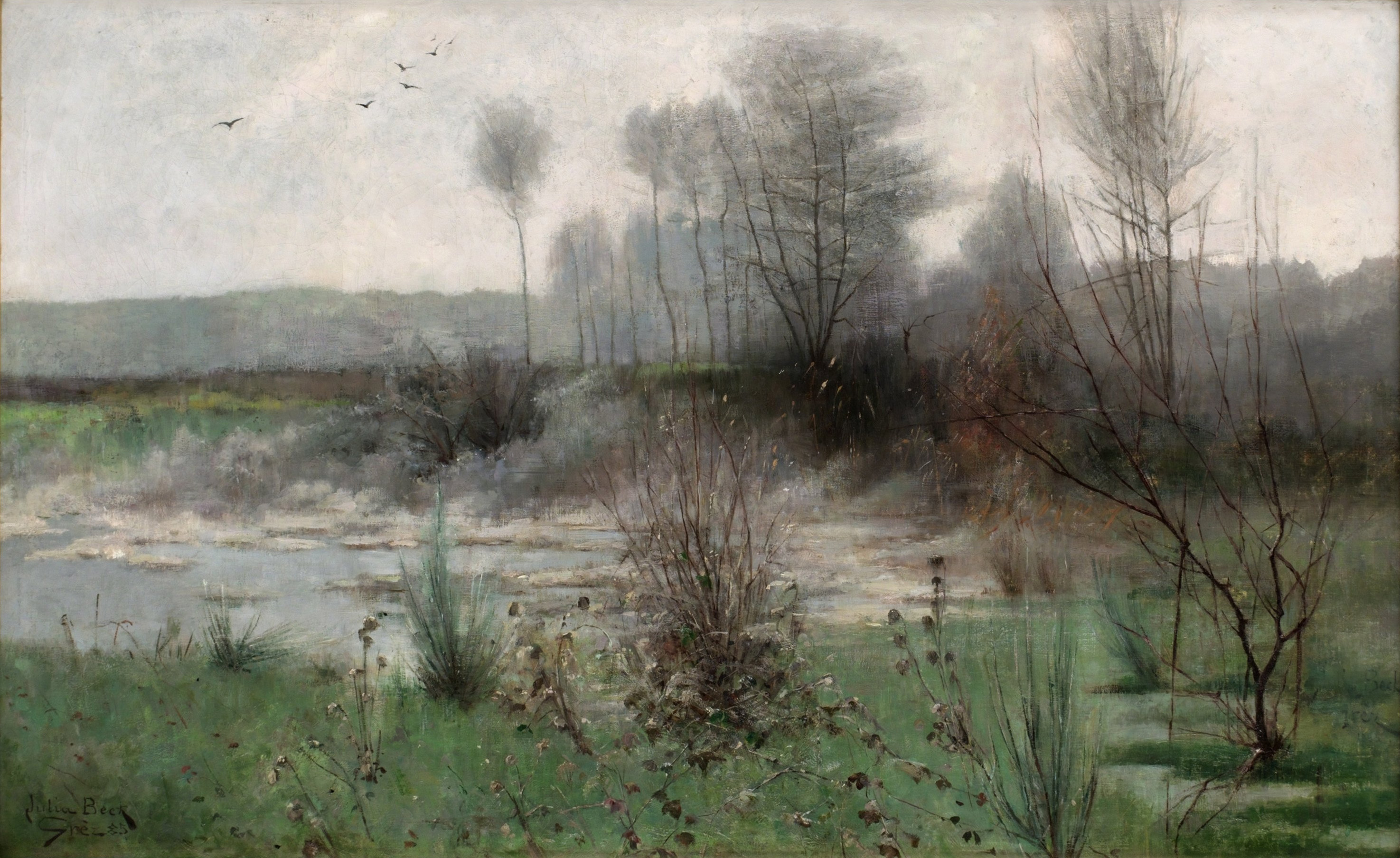
Французький пейзаж (1885).
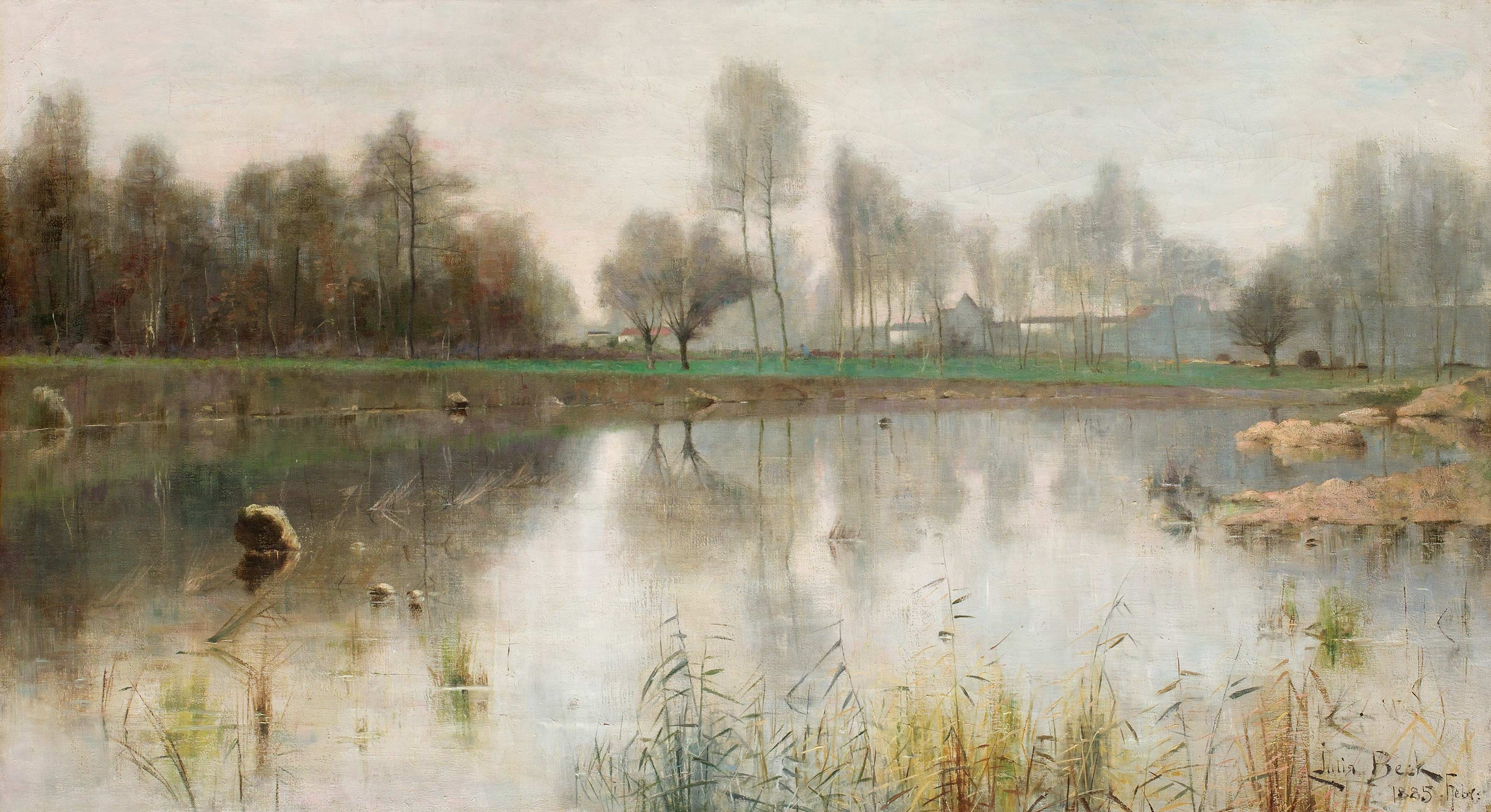
Річка Сена (1885).